# Andreaea huttonii
Andreaea huttonii är en bladmossart som beskrevs av R. Brown ter 1893. Andreaea huttonii ingår i släktet sotmossor, och familjen Andreaeaceae. Inga underarter finns listade i Catalogue of Life.